# Pichdadiens

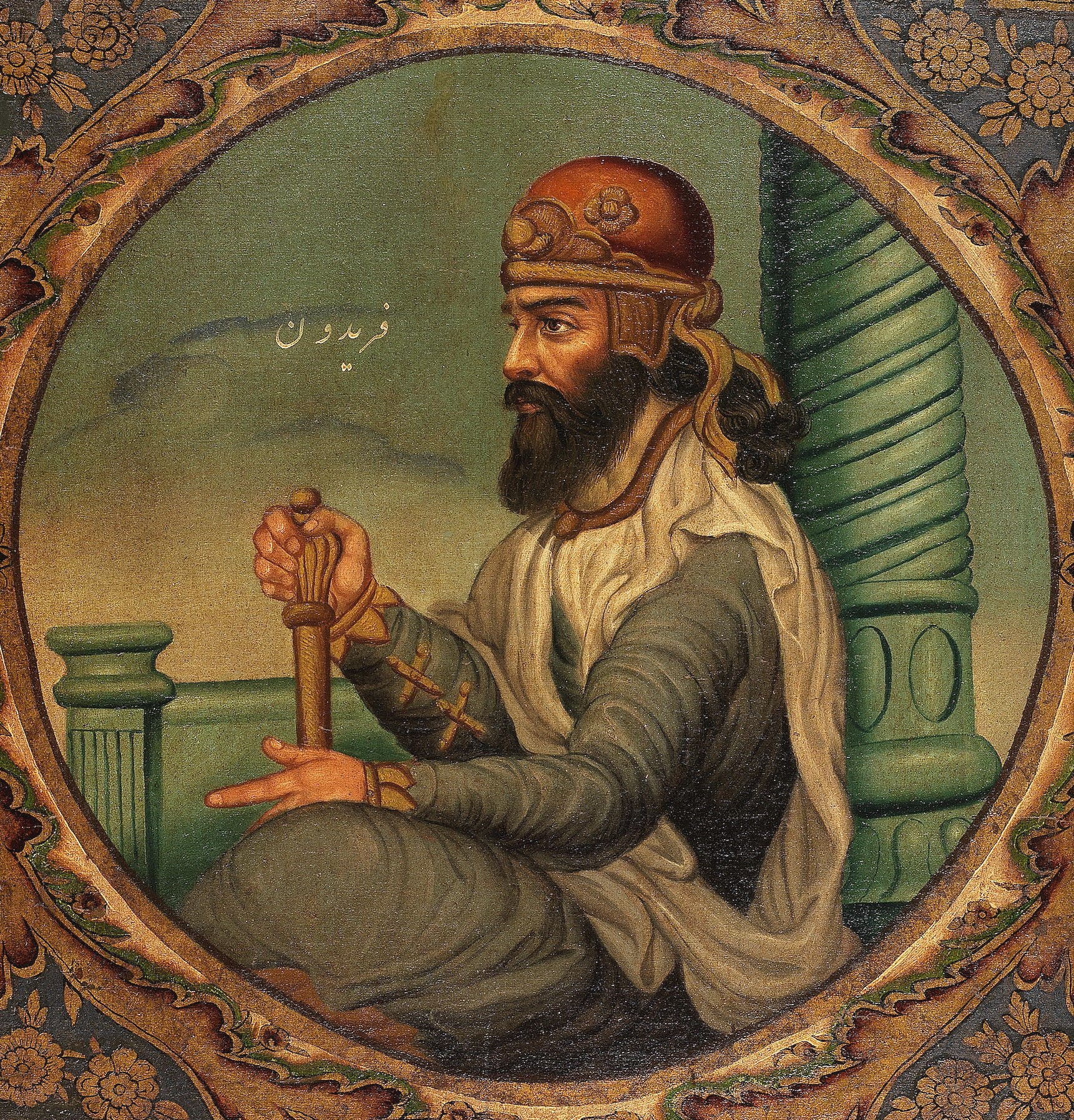
Prince Pichdadiens

Les Pichdadiens ou Pichdadides (en persan : پیشدادیان / Pišdâdiyân) sont la première dynastie persane selon la mythologie persane. Cette  dynastie est également mentionnée dans le Livre des Rois de Ferdowsi ainsi que dans l'Avesta. Dans ces ouvrages, ils sont présentés comme les premiers dirigeants du monde dont le royaume a finalement été limité à l'empire Sassanides ou  Grand Iran.

## Rois Pischadiens dans Shanameh
Les rois de cette dynastie, dans le livre des Rois (Shanameh) sont les suivants :
- Keyoumars
- Houchang
- Tahmouras
- Djamchid
- Zahhak
- Fereydoun
- Iradj
- Manoutchehr
- Nowzar
- Zav
- Garchasp

La dynastie des Kaïaniens lui aurait succédé.